# Vipio belfragei
Vipio belfragei är en stekelart som först beskrevs av Cresson 1872.  Vipio belfragei ingår i släktet Vipio och familjen bracksteklar. Inga underarter finns listade i Catalogue of Life.